# Caryn Davies
Pour les articles homonymes, voir Davies.
Caryn Davies est une rameuse américaine née le 14 avril 1982 à Ithaca.

## Biographie
Les Jeux olympiques d'été de 2004 voient Caryn Davies remporter la médaille d'argent en huit avec Kate Johnson, Sam Magee, Anna Mickelson-Cummins, Megan Dirkmaat, Alison Cox, Laurel Korholz, Mary Whipple et Lianne Nelson.
Aux Jeux olympiques d'été de 2008 à Pékin, elle obtient la médaille d'or en huit avec Mary Whipple, Anna Mickelson-Cummins, Erin Cafaro, Lindsay Shoop, Elle Logan, Anna Goodale, Susan Francia et Caroline Lind. Le titre est conservé aux Jeux olympiques de 2012 à Londres avec ses coéquipières Mary Whipple, Susan Francia, Caroline Lind, Elle Logan, Erin Cafaro, Esther Lofgren, Taylor Ritzel et Meghan Musnicki.

## Palmarès

### Jeux olympiques
- Jeux olympiques d'été de 2012 à Londres,  Royaume-Uni
  -  Médaille d'or en huit
- Jeux olympiques d'été de 2008 à Pékin,  Chine
  -  Médaille d'or en huit
- Jeux olympiques d'été de 2004 à Athènes,  Grèce
  -  Médaille d'argent en huit

### Championnats du monde d'aviron
- 2007 à Munich,  Allemagne
  -  Médaille d'or en huit
- 2006 à Eton,  Royaume-Uni
  -  Médaille d'or en huit
- 2003 à Milan,  Italie
  -  Médaille d'or en huit
- 2002 à Séville,  Espagne
  -  Médaille d'or en huit